# Česneková polévka
Česneková polévka, česnečka (nářečně česnekačka) nebo úkrop (obecně česky oukrop) je polévka z česneku, brambor a chleba či krutonek, kterou je možno doplnit dalšími přísadami a kořením, jako například sýrem, vejcem, kmínem, majoránkou.
Dříve se jednoduchý oukrop připravoval tak, že se horkou vodou zalil talíř s utřeným česnekem a nalámaným suchým chlebem.

## Úkrop
Slovenský úkrop je podobná polévka, ovšem z ovčího sýra. Polsky ukrop, ukrajinsky okríp, dolnolužicky hukšop.